# 陳益興 (台灣教師)
陳益興（1946年10月31日—1985年10月27日）是一名台灣教師，因曾文水庫虎頭蜂事件殉職，殉職時擔任台南縣佳里鎮仁愛國民小學（今台南市佳里區仁愛國民小學）教師。

## 事件經過
1985年，受到前一年國內中小學畢業旅行事故頻傳波及，仁愛國小決定不舉辦學生畢業旅行，六年乙班的郭木火與戊班的陳益興兩位老師，為了讓學生留下生涯的回憶，於10月26日星期六舉辦曾文水庫遠足踏青。
當天，師生73人搭乘佳鶴遊覽公司遊覽車出發，中午12時許，他們在曾庫公路的曾文四號橋附近用完中餐，由陳益興老師為前導，郭木火老師為後衛，全體排成一路縱隊，到曾文四號橋旁的小徑登上猿山。
他們約走了四十分鐘，走在隊前的學童戴妙芬等人大叫有「蜜蜂」（實為虎頭蜂）來襲。戴妙芬頭部被螫而閃躲，不慎摔倒，腳部擦傷；這時郭木火老師從隊伍後面跑到前頭，將那隻虎頭蜂捏死，替戴妙芬上了藥之後，揹起她繼續往前走。
走了一段時間後，卻引來大量傾巢而出的虎頭蜂群襲擊，頓時兩位老師見情況不妙。陳益興老師趕緊叫學童們趴在地上，他脫下上衣覆蓋學生避免蜂螫並盡其所能地將學生一一藏匿在草叢中，之後他袒露著上身跪地祈禱讓蜂群及早散去，欲使虎頭蜂針對他自己攻擊而不要傷及學生；郭木火老師則率領能跑的學生往山下逃難，半途遇上台南省立後壁高級中學 （今國立後壁高級中學）登山社的同學，他請求登山社同學前往協助，將學童用原乘坐的遊覽車送往台南縣玉井鄉（今台南市玉井區）永祥醫院急救，再獨自一人直奔曾文水庫管理局向警衛報案，並找來數位鄉民一起再上山趕到現場，與登山社同學合力將被螯傷的學童及陳益興揹下山。
當時陳益興本人全身包括臉和手皆被嚴重螫傷而昏迷，全身皮膚發黑腫脹，即刻送往省立台南醫院（今衛生福利部台南醫院）搶救。由於陳老師中蜂毒太深，腎功能退化，漏夜吊了五瓶點滴，仍未排尿，再送進加護病房急救導尿後也未好轉，10月27日上午送入洗腎室洗腎，延至上午11時40分仍因腎衰竭不治身亡。
除了陳益興被虎頭蜂襲擊死亡外，另有十九名師生也被螫傷送醫，他們分別是：
轉送省立高雄醫院（今高雄市立聯合醫院）的學生林怡君和老師郭木火；高雄市大千醫院的黃瑟芬、邱淑敏、胡月香、林惠君、林皇德；及省立台南醫院的吳碧英、戴妙芬、黃惠萍、李蓼欣、黃淑偵、張瑛寂、林秀美、周婉祺、黃美惠、黃惠鈴。
其中吳碧英在當天晚上已傷重不治，林怡君因在遇難時不慎脫隊走失，遭毒蜂螫的量最多，她後來被轉送高醫時已全身發黃，小便量少，肝功能減退，下午接受血漿交換術，醫師替她析出帶有蜂毒的血漿，換入八十個單位乾淨血漿，但因她的肝功能很不好，延至11月1日亦不治身亡。此外，受輕傷的戴妙娟和黃靜瑩已回家休養。

## 表揚
事件發生後，中華民國總統蔣經國寫信慰問陳益興遺孀吳麗美女士。
台南縣長楊寶發除先發新台幣一萬元慰問金並依規定從優撫卹陳益興家屬外，並讚許陳益興捨己救人的義行，將報請臺灣省政府教育廳列入杏壇芬芳錄，並指示臺南縣政府教育局研究為陳老師塑立銅像，使他捨己救人的事蹟永遠流傳。

## 電影
1986年，此事件由中央電影公司拍成電影《陳益興老師》（No Greater Love），慕思成飾演陳老師，導演為郭南宏，聯合當事學校台南縣佳里鎮仁愛國民小學以及台北市士林區士東國民小學、高雄縣旗山鎮旗山國民小學 ( 今高雄市旗山區旗山國民小學 ) 等三所學校之50位學童和當時協助救治的高雄市大千醫院拍攝。飾演學童主角的周士銘，為當時就讀士東國小六年級的張漢銘。
然而電影為強化劇情張力，將另一位受傷的郭木火老師描述得膽小畏縮，導致現實中的郭老師出院後倍受冷落，並遭學校記兩大過差點遭到解聘，幸賴當時國民黨文工會主委宋楚瑜先生補頒優良教師獎狀，免予解聘，事後亦改名遷調。

## 親屬
陳益興育有四女一子，分別為陳郁穎、陳郁瑛、陳郁倩、陳郁端與陳文煦，其中長女陳郁穎當時亦在虎頭蜂攻擊事件中被螫傷。

## 後續爭議
2020年3月5日，MOMOTV綜合台製作陳益興與虎頭蜂殺人事件《消失的祕密》，主持人李四端從倖存之國小學童口中還原事件真相，引發網友熱烈討論，大部份的人認為當時真正救人的是另一位郭木火老師，而不是陳益興老師，事後郭老師卻被誣指為「臨陣脫逃」使其面臨懲處、被迫改名調職；更有網友提出要當時拍攝電影《陳益興老師》的電影公司向真正的救人英雄郭老師道歉，甚至提出要重拍該電影還給郭老師一個公道。
節目也提及，當時媒體訛傳「頑皮學童朝蜂窩投擲石塊」，使得倖存學童全都遭受抹黑，從受害者被指為加害者。事實上，學童們都看到樹上有一個虎頭蜂巢，但高度絕非小學生丟石頭所能觸及。當時參與救援陳益興老師，事後回到現場摘下蜂巢的水庫當地居民指出，該蜂巢在距離地面十餘公尺高處，虎頭蜂是因為人群在炎熱的正午時分行經樹下的聲響和擾動，而進入警戒狀態，對學童們發動攻擊，節目裡也訪問當時的學生說陳益興老師當時有穿衣服，並非電影演的脫掉衣服。

## 外部連結
- . 中文電影資料庫.   [2007-11-27]. （原始内容存档于2020-02-21） （中文（臺灣））.
- .   [2017-11-04]. 原始内容存档于2012-06-26 （中文（臺灣））.